# Erscheinungsfarbe
Die Erscheinungsfarbe (auch Reflexfarbe) ist eine Farbfunktion und gibt die Farbe eines Gegenstandes wieder, wie sie vor allem unter der jeweiligen Beleuchtungssituation tatsächlich wahrzunehmen ist. Je nach momentanen, äußeren Einflüssen weist ein und derselbe Gegenstand immer wieder andere Farben auf. Grünes Gras erscheint zum Beispiel im Abendlicht rötlich.

## Beschreibung
Die Erscheinungsfarbe ist die momentane Farbe eines Gegenstandes unter bestimmten, sich stets verändernden, atmosphärischen Verhältnissen. Für die Verschiedenartigkeit der Erscheinungsfarbe sind unterschiedliche Faktoren verantwortlich.
1. Die momentane Beleuchtungssituation beeinflusst die Lokalfarbe eines Gegenstandes. Sie ist abhängig von Tageszeit, Wetter, Jahreszeit und von der Lichtquelle (z. B. Fackel, Kerze oder Sonne).
2. Außerdem spielt die Umgebung eine Rolle. Zum einen beeinflussen die Reflexe umgebender Gegenstände die Farbe. Bei strahlend blauem Himmel etwa gelangt in den Schatten eines Gegenstandes kein bzw. kaum Sonnenlicht, und hauptsächlich das Blau des Himmels gelangt in den Schattenbereich. Es entsteht ein bläulicher Schatten.[1] Zum anderen wirkt der physiologisch bedingte Simultankontrast. In der Umgebung einer Farbe erscheint automatisch die Komplementärfarbe. Unser Wahrnehmungssystem verändert die angrenzende Farbe in Richtung dieser Komplementärfarbe.
3. Daneben ist die Luftperspektive bedeutsam.[2] Mit zunehmendem Abstand zu den Betrachtenden erscheinen zum Beispiel bei sonnigem Wetter entfernte Gegenstände blauer und heller.
4. Schließlich spielen Betrachtungsdauer, Farbausdehnung, persönliche Erlebnisse und Erfahrungen eine Rolle.[3]

## Malweise
Um die momentanen, in stetigem Wandel begriffenen Erscheinungsfarben sichtbar zu machen, vernachlässigen Künstlerinnen und Künstler oft die Form. Der Bildgegenstand tritt in den Hintergrund. Die Malweise ist fleckig, unscharf, weich und ohne Detailgestaltung. Das Bild wirkt dadurch bewegt und lebendig. Es verdeutlicht den Fluss der Veränderung und dass die dargestellte Wirklichkeit eine Momentaufnahme ist.

## Verwendung
Als ein Aspekt der Erscheinungsfarbe ist vor allem die Luftperspektive bereits in der Antike bekannt und wird in der Malerei der Renaissance wiederentdeckt und im Klassizismus und in der Romantik verwendet. Die Erscheinungsfarbe mit all ihren Facetten ist ein herausragendes Kennzeichen der Malerei des Impressionismus. Claude Monet verdeutlicht die Erscheinungsfarbe besonders eindrucksvoll in seinen Bilderserien wie bei den Kathedralen von Rouen,  Getreideschobern, Pappeln, Seerosen, bei dem Bahnhof St. Lazare und dem Seitenarm der Seine. So malt er 18-mal dieselbe Ansicht des Seitenarmes der Seine in unterschiedlicher Beleuchtung.
Im Pointillismus zeigt sich die Erscheinungsfarbe als Resultat des Verstandes. Die Künstlerinnen und Künstler zerlegen die Gegenstandsfarbe nach dem Gesetz der additiven Farbmischung in ihre Bestandteile und setzen diese als unterschiedlich farbige Punkte auf die Leinwand.

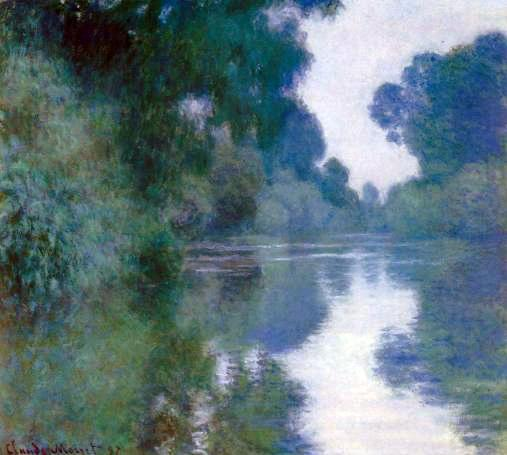
Ansicht des Seitenarms der Seine bei Giverny am Morgen bei leichter Schichtbewölkung.
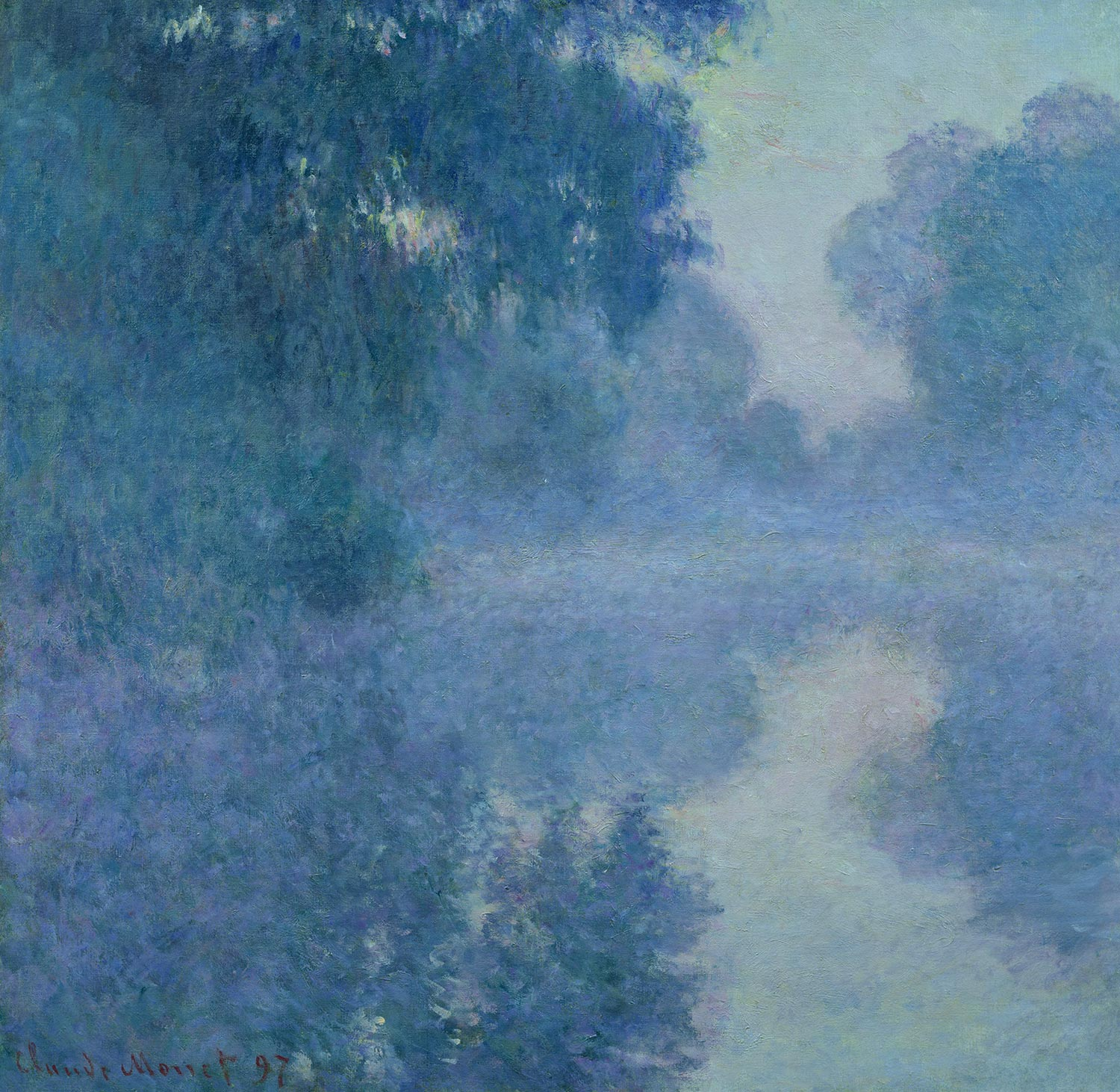
Gleiche Ansicht der Seine im Morgennebel.
Gleiche Ansicht der Seine bei Sonnenaufgang.